# Прирізка
Прирізка (рос. прирезка; англ. expansion of the original mining area; нім. Anschnitt m) – 
- 1) При розробці рудних родовищ – частина виймальної ділянки (блоку, панелі) обмеженої ширини, з довжиною і висотою, що в декілька разів перевищують ширину. Послідовним відпрацюванням П. здійснюється виймання всієї ділянки (блоку, панелі). При системі розробки рудних родовищ вертикальними П. вони розташовуються звичайно навхрест простягання рудного тіла на всю потужність покладу. Висота П. дорівнює висоті поверху, ширина вибирається в залежності від стійкості руди: в тривкіших – до 8 м, в особли-во слабких – до 2 м, звичайно – 4–6 м.

При системі підповерхового і поверхового обвалення з відбиванням руди вертикальними свердловинами або штанговими шпурами. П. можна назвати вертикальний шар руди, що відбивається. Довжина П. при цьому дорівнює ширині панелі, висота – висоті підповерху або поверху, а ширина – товщині відбивного шару, що дорівнює лінії найменшого опору. 
- 2) При розробці пластових вугільних родовищ – збільшення розмірів шахтного поля у порівнянні з прийнятими в проекті з метою збільшення обсягу запасів в шахтному полі для підвищення виробничої потужності шахти або подовження терміну її служби.